# 494 Virtus
494 Virtus је астероид главног астероидног појаса. Приближан пречник астероида је 85,52 km,
а средња удаљеност астероида од Сунца износи 2,989 астрономских јединица (АЈ).
Инклинација (нагиб) орбите у односу на раван еклиптике је 7,074 степени, а орбитални период износи 1887,806 дана (5,168 година). Ексцентрицитет орбите астероида износи 0,057.
Апсолутна магнитуда астероида износи 8,96 а геометријски албедо 0,063.
Астероид је откривен 7. октобра 1902. године.